# Württemberger Tälerradweg
Der Württemberger Tälerradweg führt über 273 Kilometer als Radfernweg von Crailsheim nach Schwäbisch Gmünd. Während seines Verlaufes überwindet der Weg 1307 Höhenmeter bergauf und 1454 Höhenmeter bergab und passiert 12 Täler.
Der Württemberger Tälerradweg entstand 2023 aus einer Zusammenlegung von Teilstücken des Hohenlohe-Ostalb-Weges und des Alb-Neckar-Radweges. Er ist in das Radnetz Baden-Württemberg integriert.

## Streckencharakter
Der Weg ist überwiegend asphaltiert ansonsten mit wassergebundenen Oberflächen. Die Strecke ist teilweise hügelig und daher für Kinder und Ungeübte weniger geeignet, nur einzelne Etappen sind familienfreundlich.

## Sehenswürdigkeiten am Streckenverlauf

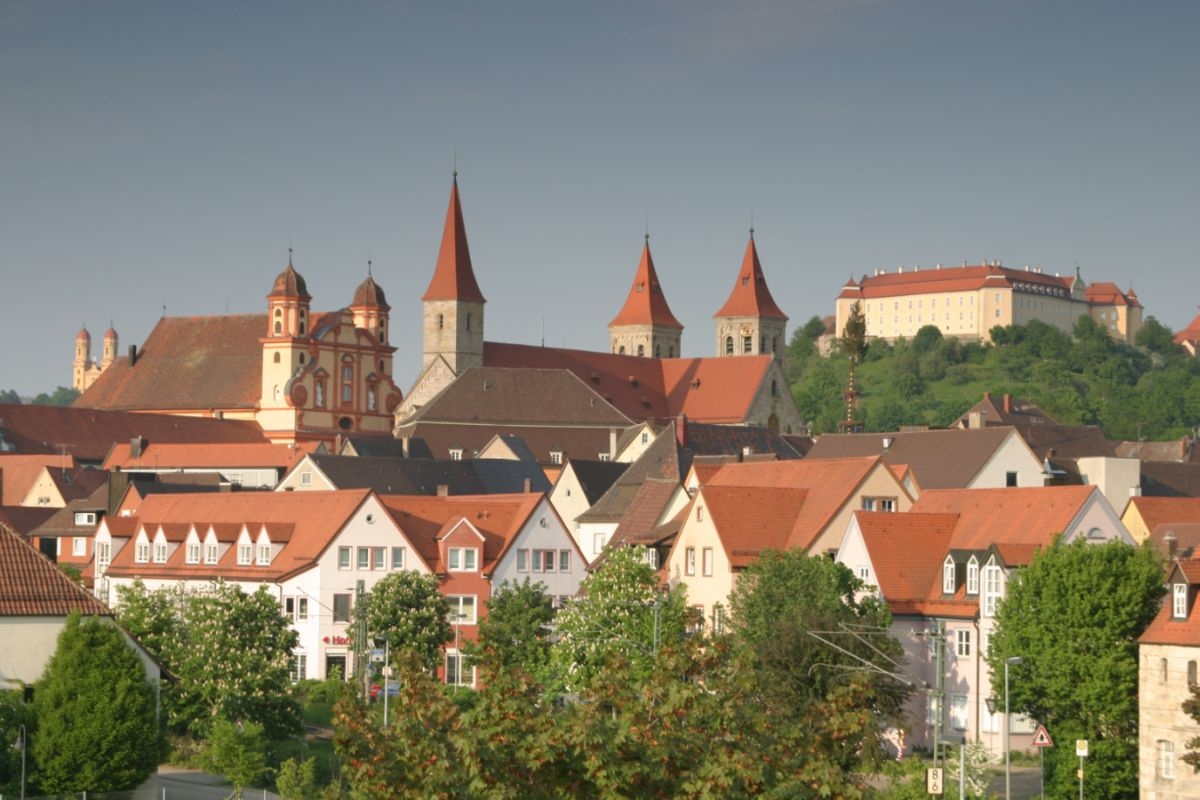
Das Tal der Jagst wartet mit geschichtlich interessanten Orten auf, hier Ellwangen.
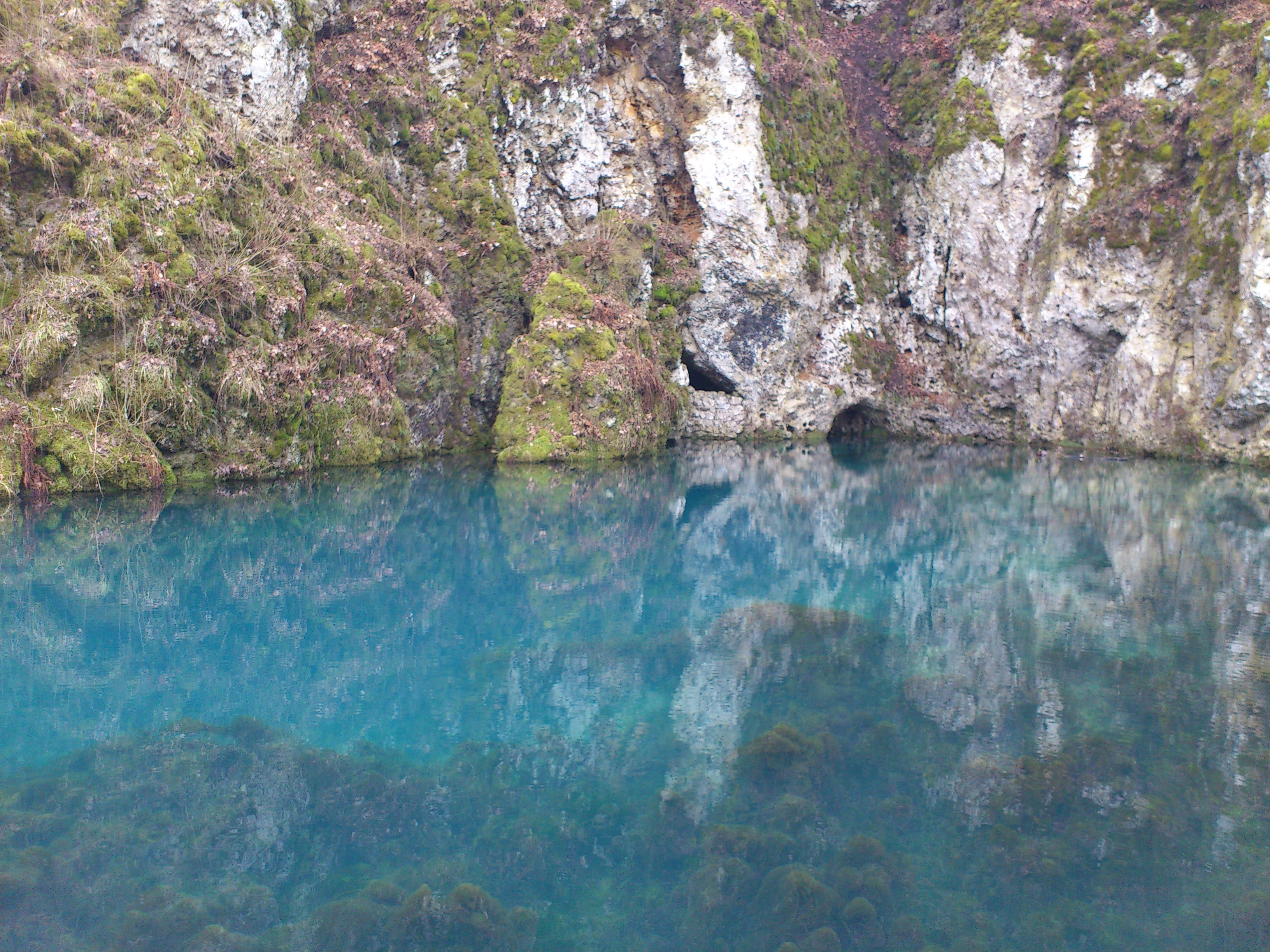
Am Brenztopf mit seinem tiefblau schimmernden Quellwasser kommt der Radweg in Königsbronn direkt vorbei
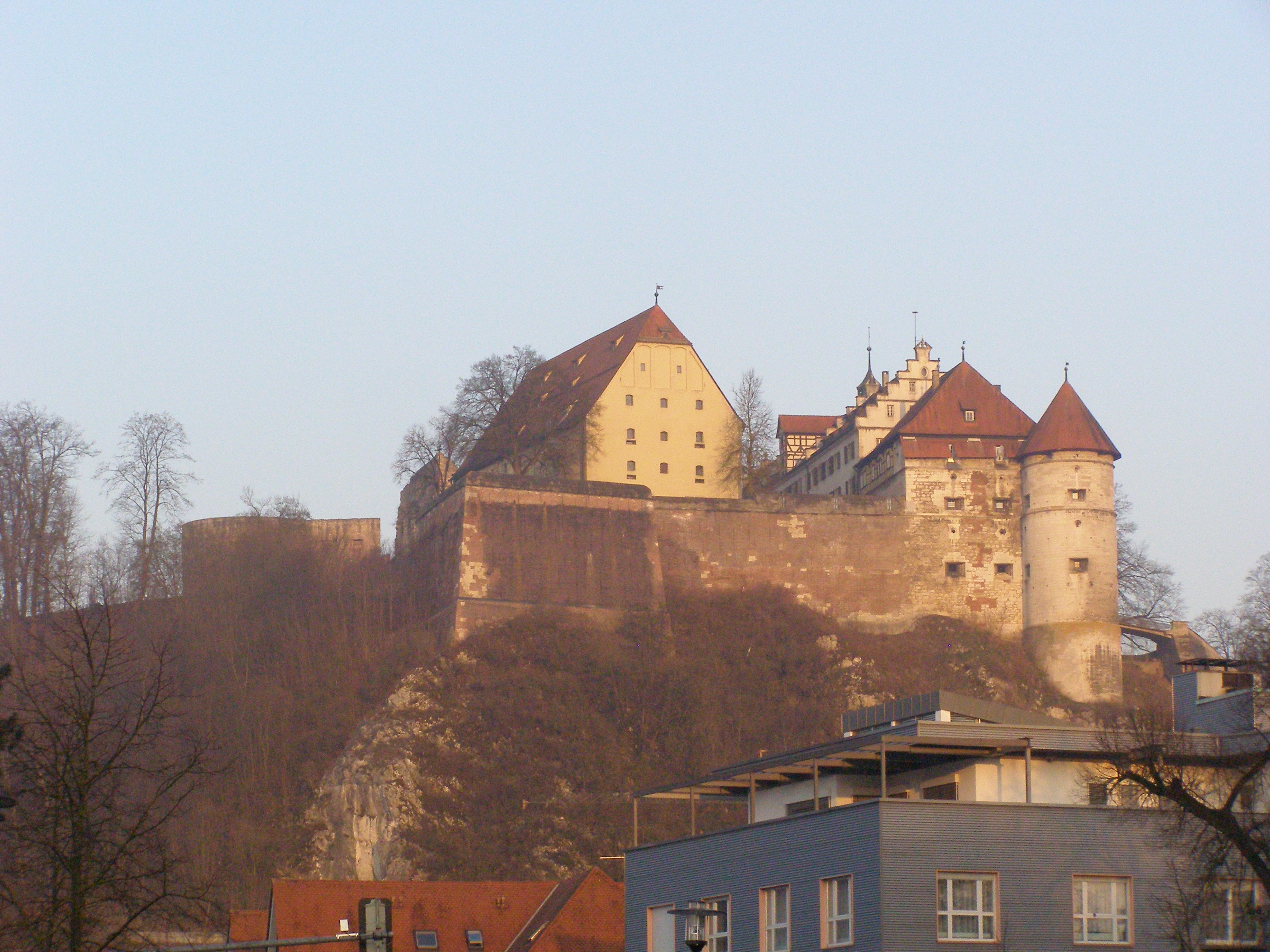
Das Schloss Hellenstein steht hoch über der Stadt Heidenheim.
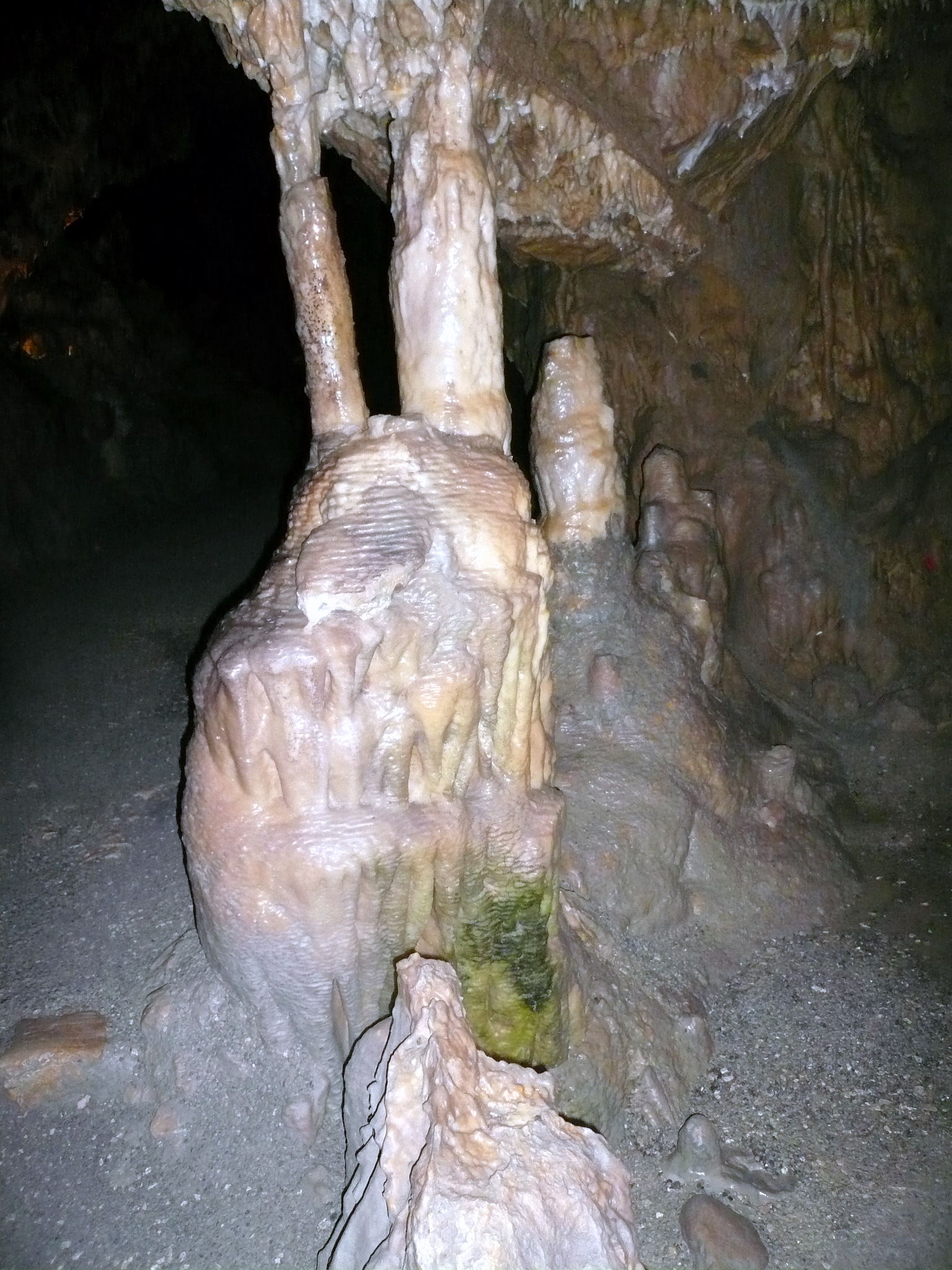
Die Charlottenhöhle in Hürben ist ein Naturdenkmal der Ostalb, an dem der Tälerradweg vorbeiführt. Die Karsthöhle ist über einen halben Kilometer touristisch ausgebaut.
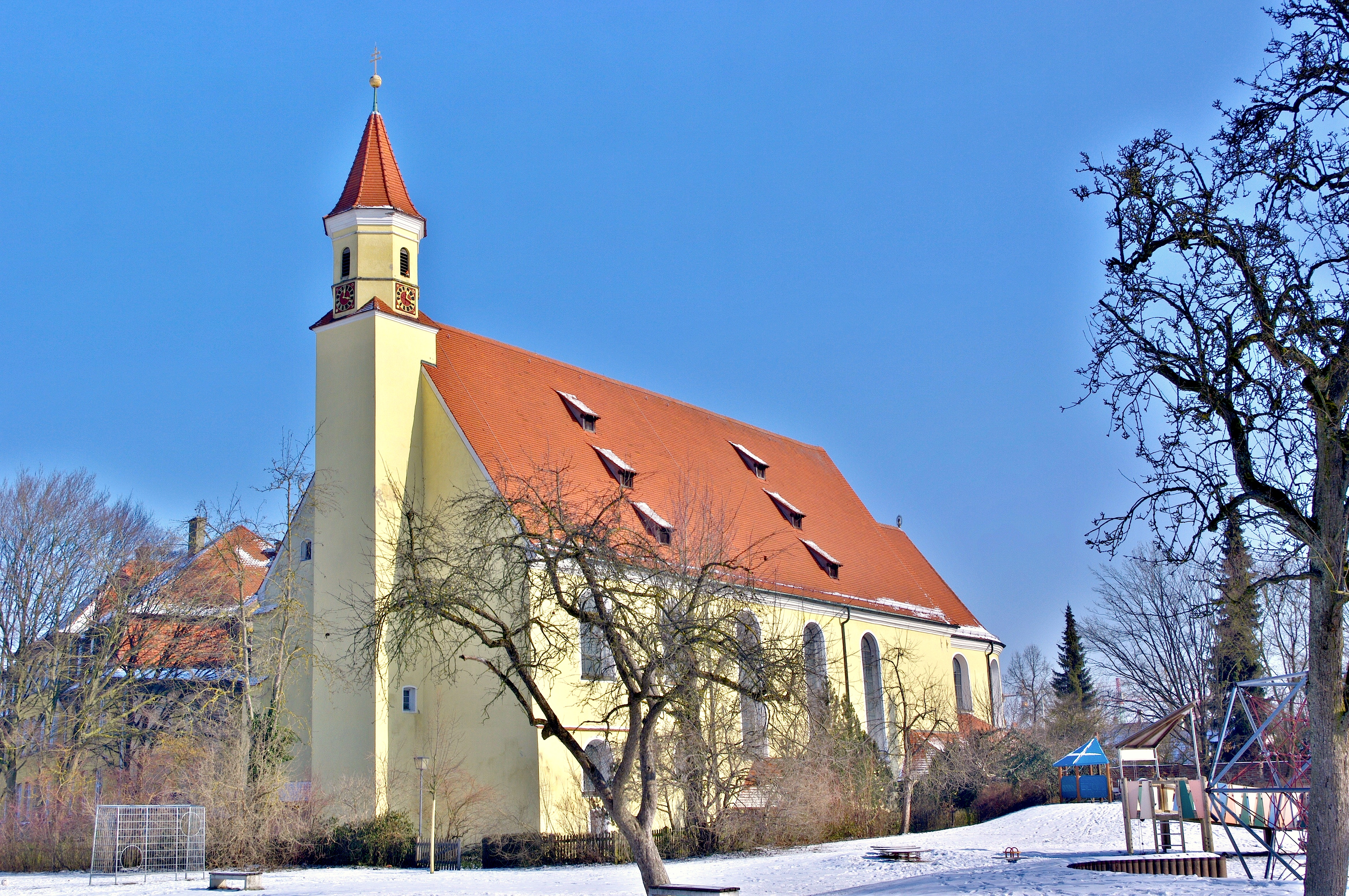
Das Kloster Söflingen mit seiner weiten Anlage wird am Ende von Ulm auf dem Radweg sichtbar.
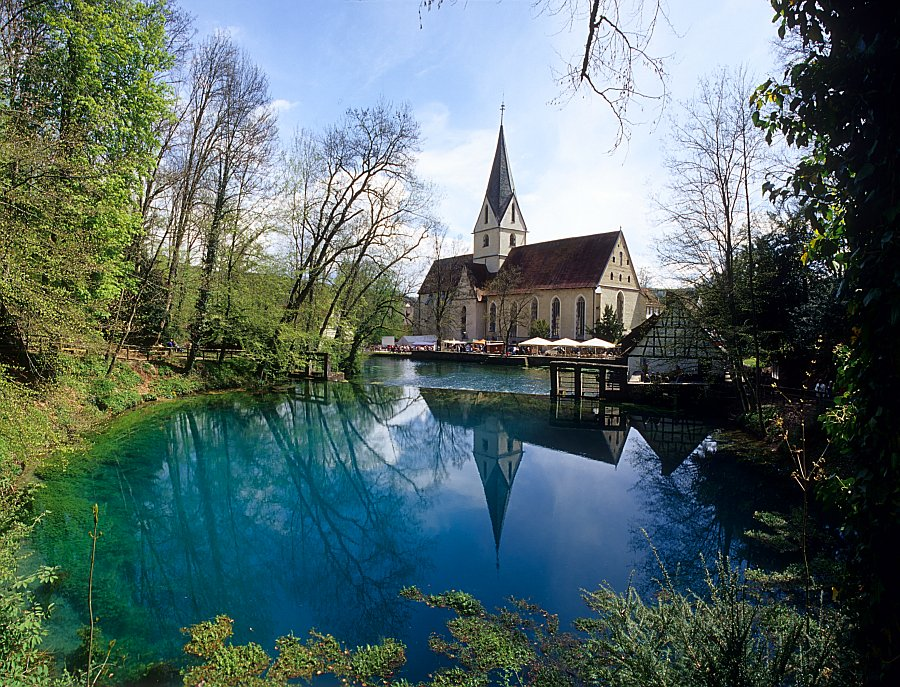
Das Kloster Blaubeuren am Blautopf ist ein ehemaliges Benediktinerkloster und ist Station auf dem Radweg.
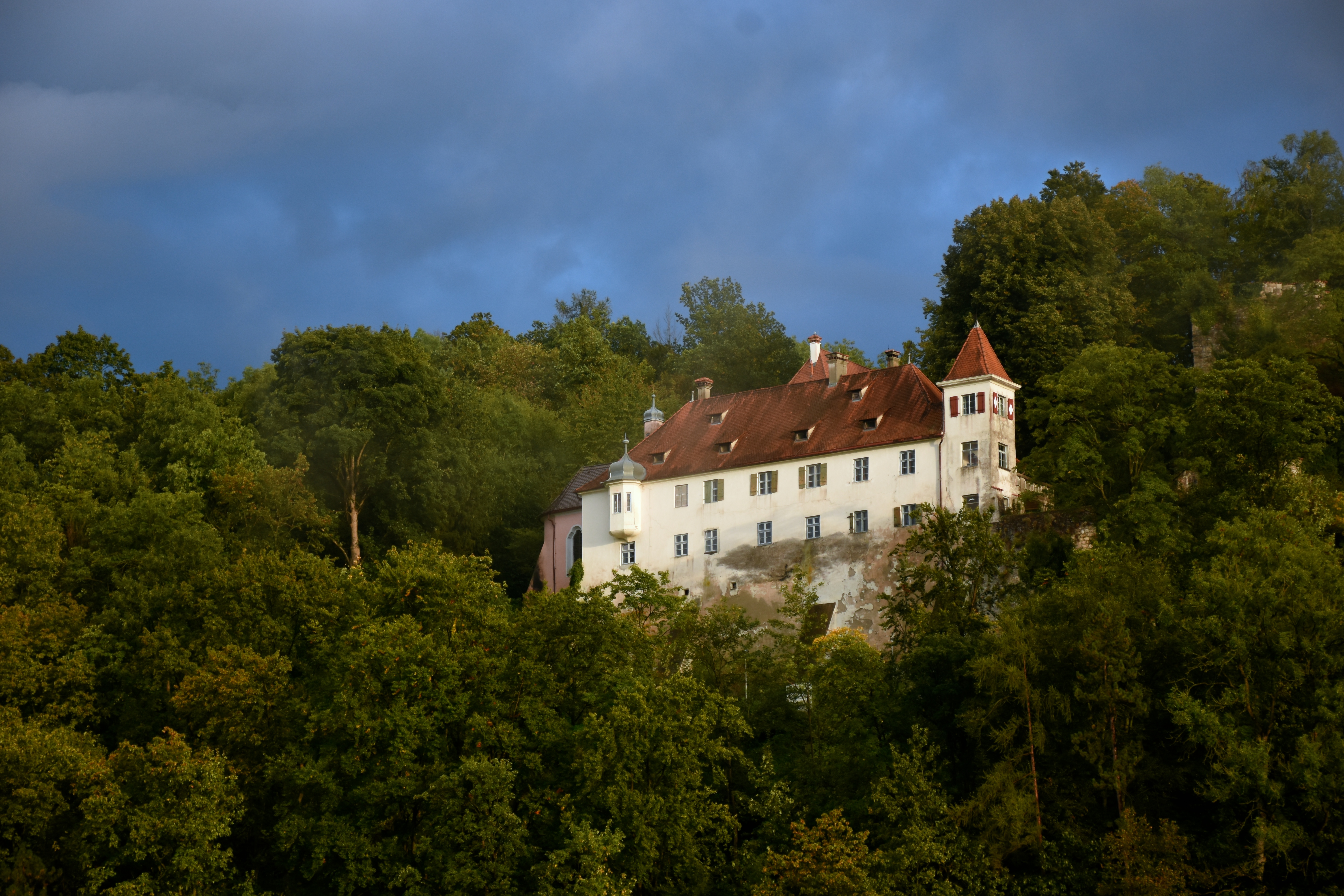
Das Schloss Klingenstein über dem Blautal wird in Blaustein erreicht.
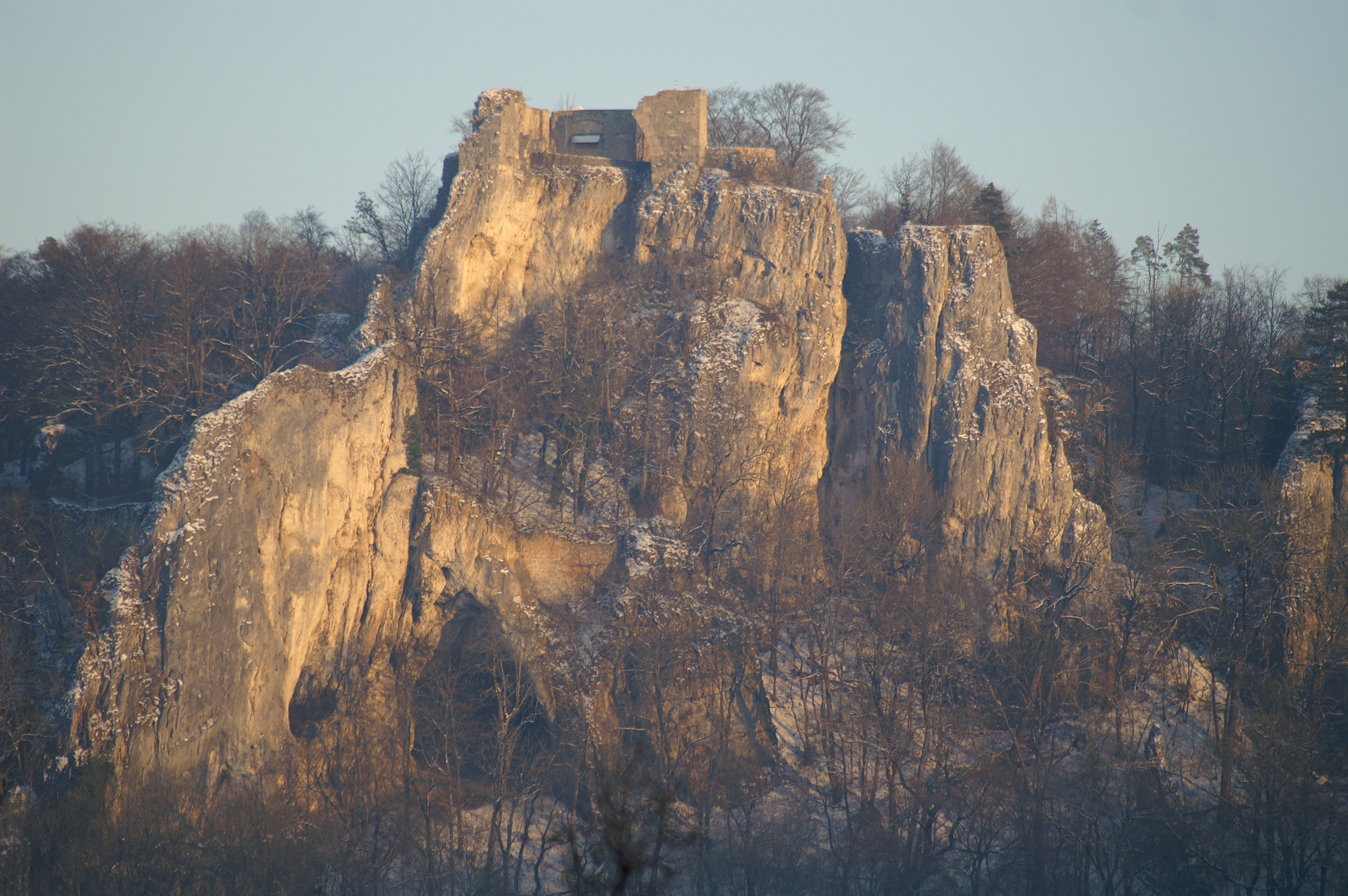
Die Ruine Hohengerhausen, das sogenannte Rusenschloß, wird schon vor Blaubeuren sichtbar.
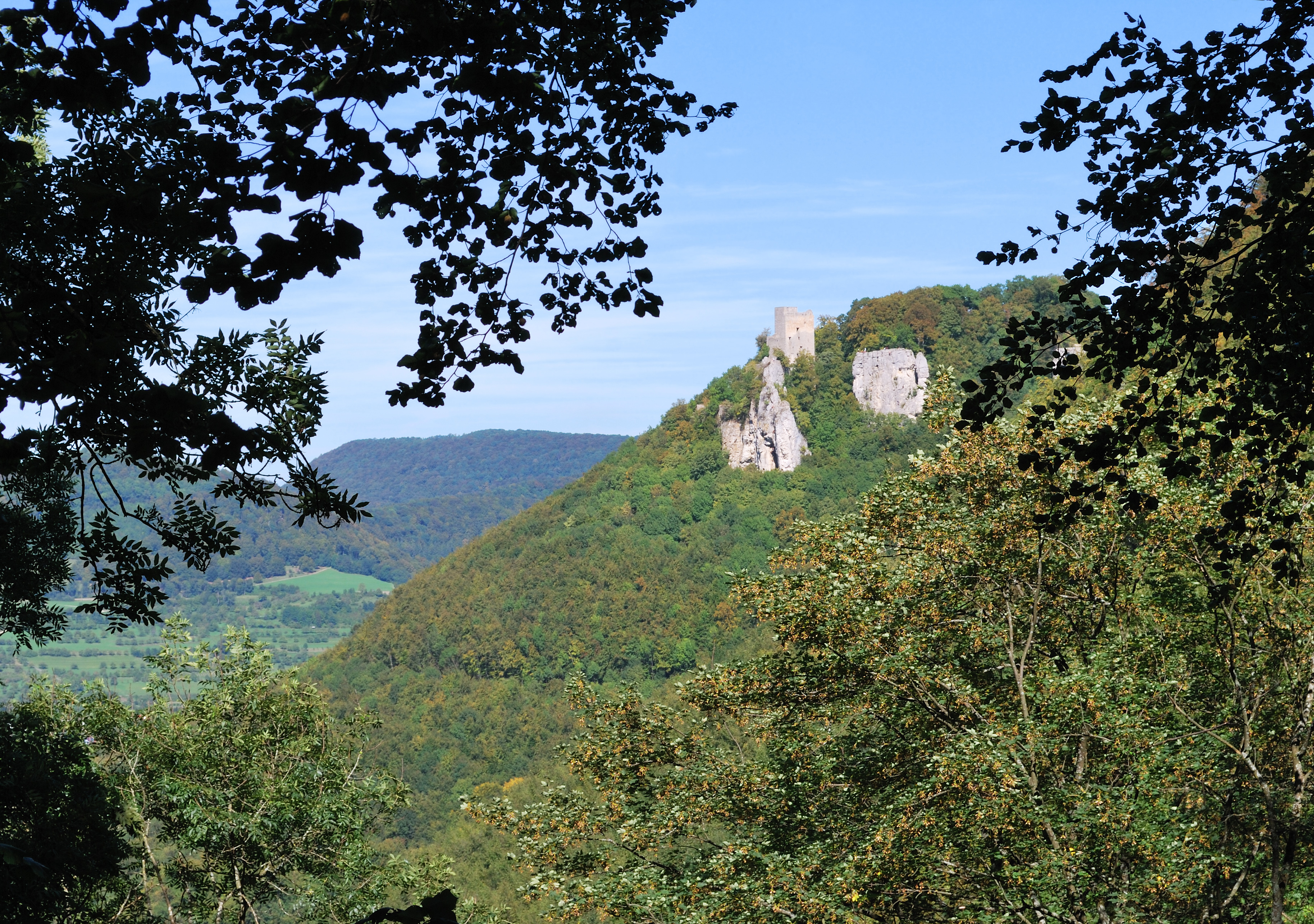
So erkennt man auf dem Radweg die Burgruine Reußenstein am Beginn des Neidlinger Tales, auf einem Felsen stehend
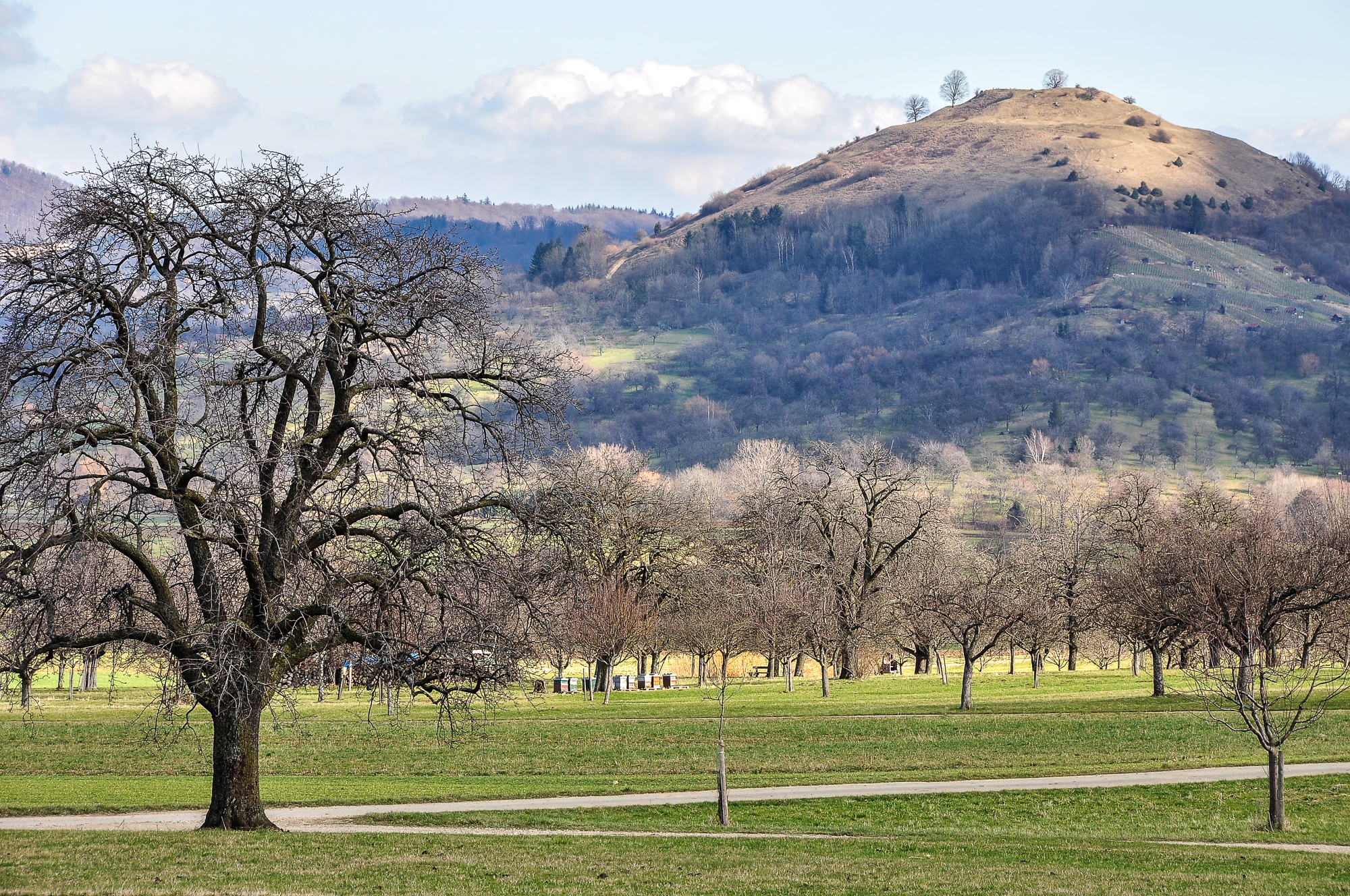
Die Limburg bei Weilheim, deren Untergrund vulkanischen Ursprungs ist, wird vom Radweg fast ganz umrundet.
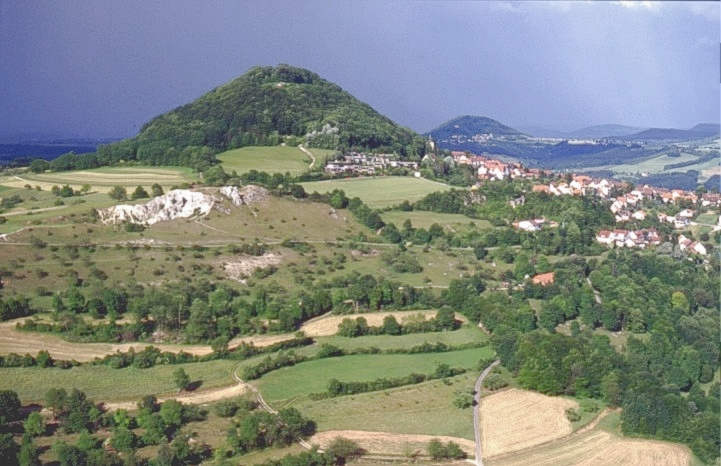
Die beiden letzten Zeugenberge der Schwäbischen Alb, die der Radweg am Bergfuß erreicht: Hohenstaufen mit Stauferburg (links) und Rechberg (rechts im Hintergrund), zwei von drei Kaiserbergen.
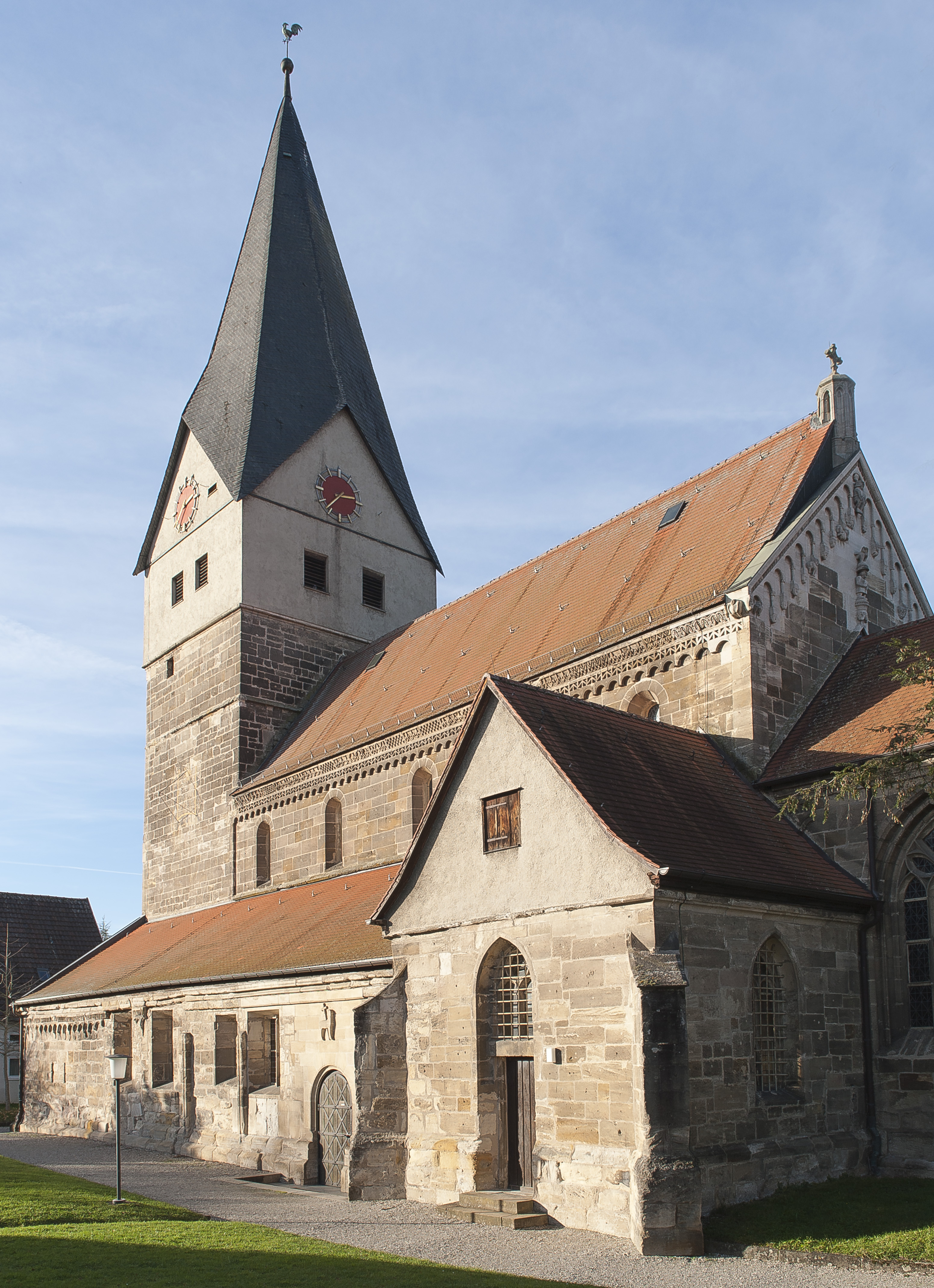
Der Radweg führt in Göppingen zum alten Chorherrenstift Faurndau, das in die Romanik zurückreicht.